# Дворац у Влајковцу
Дворац у Влајковцу, месту које се налази на међународном путу Београд-Темишвар, у општини Вршац, подигнут је 1859. године и представља споменик културе од великог значаја. Саградио га је гроф Ђерђ Мочоњи на свом имању. Удајом, 1888. године, грофица Георгина Мочоњи имање и дворац доноси у мираз познатој аустроугарској племићкој породици Бисинген-Нипенбурга, која га је држала у поседу до Другог светског рата.

## Архитектура
Дворац је Изграђен у класицистичком духу, као симетрична грађевина већих димензија, правоугаоне основе. Фасада, окренута парку, има портиком наглашен средишњи део увученог централног ризалита, спојен терасама које носе гвоздени стубови, са бочним истуреним ризалитима. На спрату улазног трема је свечана сала изнад које је кровни венац, атика са балустрадом и лучно засведеном нишом у којој је био грб породице Бисинген-Нипенбург. Пирамидални кров је надвишен прстеном, кришкастим луковичастим завршетком и шиљком на коме су стилизовани љиљан, заставица и громобран.
Главна фасада је решена једноставније – плићи портик носи терасу ограђену балустерима. На фасадама су некада стајале скулптуре у симетричним шкољкасто завршеним нишама. Декоративни елементи ентеријера и екстеријера изведени су од кованог и ливеног гвожђа. Некада ограђени комплекс, у који се са пута улазило кроз капије од кованог гвожђа, садржи: бирошку кућу, породичну гробницу и капелу породице Бисинген на другој страни канала Дунав–Тиса–Дунав, пројектовани парк (заштићен као споменик природе 1973. године), вештачко језеро са фонтаном и скулптуром у средини, поток и мостиће.